# Самерс (Вісконсин)
Самерс (англ. Somers) — селище (англ. village) в США, в окрузі Кеноша штату Вісконсин. Населення — 8402 особи (2020).

## Демографія
Згідно з переписом 2010 року, у місті мешкало 9597 осіб у 3667 домогосподарствах у складі 2332 родин. Було 3932 помешкання
Расовий склад населення:
| - 88,1 % — білих - 4,9 % — чорних або афроамериканців - 2,0 % — азіатів - 0,4 % — корінних американців - 2,1 % — осіб інших рас |

До двох чи більше рас належало 2,4 %. Частка іспаномовних становила 6,4 % від усіх жителів.
За віковим діапазоном населення розподілялося таким чином: 18,9 % — особи молодші 18 років, 68,2 % — особи у віці 18—64 років, 12,9 % — особи у віці 65 років та старші. Медіана віку мешканця становила 40,3 року. На 100 осіб жіночої статі у місті припадало 101,8 чоловіків;  на 100 жінок у віці від 18 років та старших — 99,3 чоловіків також старших 18 років.
Середній дохід на одне домашнє господарство  становив 56 211 долар США (медіана — 46 250), а середній дохід на одну сім'ю — 73 911 долар (медіана — 53 897). За межею бідності перебувало 19,6 % осіб, у тому числі 48,8 % дітей у віці до 18 років та 14,9 % осіб у віці 65 років та старших.
Цивільне працевлаштоване населення становило 401 особа. Основні галузі зайнятості: виробництво — 27,4 %, освіта, охорона здоров'я та соціальна допомога — 17,2 %, роздрібна торгівля — 10,7 %, будівництво — 8,2 %.